# Stockton (Illinois)
Stockton es una villa ubicada en el condado de Jo Daviess en el estado estadounidense de Illinois. En el Censo de 2010 tenía una población de 1862 habitantes y una densidad poblacional de 450,45 personas por km².

## Geografía
Stockton se encuentra ubicada en las coordenadas 42°21′8″N 89°59′59″O / 42.35222, -89.99972. Según la Oficina del Censo de los Estados Unidos, Stockton tiene una superficie total de 4.13 km², de la cual 4.13 km² corresponden a tierra firme y (0%) 0 km² es agua.

## Demografía
Según el censo de 2010, había 1862 personas residiendo en Stockton. La densidad de población era de 450,45 hab./km². De los 1862 habitantes, Stockton estaba compuesto por el 98.5% blancos, el 0.21% eran afroamericanos, el 0.11% eran amerindios, el 0.38% eran asiáticos, el 0% eran isleños del Pacífico, el 0.05% eran de otras razas y el 0.75% pertenecían a dos o más razas. Del total de la población el 1.93% eran hispanos o latinos de cualquier raza.